# Hammeren Fyr
Hammeren Fyr er et anduvningsfyr, opført 1872 og nedlagt 1990, på Hammeren ikke langt fra Bornholms nordspids.
Tidligere var der på stedet et kulfyr der var opført 1802 og moderniseret 1837. Kulfyret blev nedlagt 1872, da man besluttede at bygge et nyt og større fyr nær ved Hammerens højeste punkt, Stejlebjerg. Hammeren Fyr er opført i bornholmsk granit og er 21 m højt med en flammehøjde på 91 m.o.h. Fyrets højde viste sig dog at være et problem, da lavthængende skyer ofte medførte at lyset ikke rakte langt nok.
Fyret er det højest beliggende på Bornholm, men det højeste er Dueodde Fyr, der med sine 47 meter er mere end dobbelt så højt.
I 1895 byggede man et anneksfyr: Hammerodde Fyr. Dette fyr blev bygget på den lavere Hammerodde som også er øens nordligste punkt. Hammeren Fyr vedblev dog i sit virke frem til 1990, hvorefter fyr og fyrbygninger i 1992 overgik fra Farvandsvæsenet til Naturstyrelsen.
Fyret har som anduvningsfyr en stor linse, der giver de søfarende mulighed for at fastslå deres position i forhold til et eller flere kendte punkter på land. Linsen i fyret er en såkaldt Fresnellinse.